# Оулавюр Йоуханнессон
О́улавюр Йо́уханнессон (исл. Ólafur Jóhannesson; 1 марта 1913, Стоурхольт, Исландия — 20 мая 1984) — премьер-министр Исландии с 14 июля 1971 до 28 августа 1974 и с 1 сентября 1978 до 15 октября 1979.

## Биография
В 1939 г. окончил юридический факультет Университета Рейкьявика. В 1945—1946 учился в аспирантурах в Дании и Швеции.
В 1939—1943 гг. — советник по правовым вопросам Ассоциации кооперативов Исландии (SIS) и, одновременно, преподаватель в колледжах. С 1944 директор отдела социальных вопросов и юрисконсульт SÍS.
Партийную деятельность начал в Социал-демократической партии, в 1941 г. избран председателем организации молодых социал-демократов Рейкьявика. Позже перешёл в Прогрессивную партию, с 1946 г. избирался членом ЦК ПП, в 1960—1968 гг. — заместитель председателя ПП. В 1968—1979 гг. — председатель партии.
В 1947—1978 гг. — профессор права в Университете Рейкьявика (не преподавал с 1971), одновременно в 1947—1971 гг. — заместитель судьи и адвокат Верховного суда Исландии. С 1957 г. — член совета директоров Банка Исландии.
С 1959 г. и до своей смерти — депутат альтинга от Прогрессивной партии. В 1969—1971 гг. — глава фракции ПП в Альтинге.
В 1971—1974 и 1978—1979 гг. — премьер-министр, министр юстиции и по делам культов в левоцентристских правительствах Исландии. Во время своего первого срока пребывания во главе правительства пережил скандал, связанный с проведением в Рейкьявике матча за звание чемпиона мира между Борисом Спасским и Робертом Фишером. В 1974—1978 гг. — министр торговли, юстиции и по делам культов в правоцентристском правительстве Исландии.
В 1980—1983 гг. — министр иностранных дел В правительстве Гюннара Тороддсена.